# Поллок, Дэвид, 3-й виконт Хенворт
Дэвид Стивен Джеффри Поллок, 3-й виконт Хенворт (англ. David Stephen Geoffrey Pollock, 3rd Viscount Hanworth; родился 16 февраля 1946 года) — британский профессор и наследственный пэр, избранный лейбористами.

## Биография
Родился 16 февраля 1946 года. Старший сын Дэвида Поллока, 2-го виконта Хенворта (1916—1996), и Изольды Розамунд Паркер (1918—2014). Он получил образование в колледже Веллингтона и получил степень DPhil в Университете Сассекса. В настоящее время он является профессором эконометрики и вычислительной статистики в Университете Лестера, где читает лекции по математической статистике, эконометрике и экологическим наукам.
Будучи правнуком Эрнеста Поллока, 1-го виконта Хенворта (1861—1936), бывшего мастера рулонов, Дэвид Поллок унаследовал виконтство (и баронетство) после смерти своего отца в 1996 году и занял свое место в Палате лордов, пока Закон о Палате лордов в 1999 году не отменил его автоматическое право заседать в парламенте. Он решил не участвовать в выборах лейбористских наследственных пэров, чтобы выбрать двух из их числа, чтобы остаться в парламенте после вступления этого закона в силу . Виконт Хенворт стоял, но потерпел неудачу на дополнительных выборах, вызванных смертью лорда Милнера в 2003 году. Желая работать в палате лордов, в 2011 году он выиграл перекрестные наследственные дополнительные выборы, чтобы стать одним из пятнадцати «вице-спикеров», после смерти лорда Страболги, который также был лейбористом. Поэтому он был назначен/избран на основе всех наследственных пэров после смерти одного из 90 мест, которые остаются на основе наследственности.
19 октября 1968 года Дэвид Поллок женился на Элизабет Либерти Вамбе, дочери Лоуренса Вамбе. Ожидается, что титул перейдет к племяннику, поскольку у них есть две дочери:
- Достопочтенная Сесиль Эбигейл Шона Поллок (род. 5 августа 1971)
- Достопочтенная Шарлотта Энн Кэтрин Поллок (род. 1973)